# نيكولا مومير رنيتش
نيكولا مومير رنيتش (بالصربية: Никола Рнић)‏ هو لاعب كرة قدم صربي في مركز الوسط، ولد في 11 يناير 1984 في زمون ‏ في صربيا. لعب مع بي أيه إس كيه بيوغراد ونادي تشوكاريتشكي.

## وصلات خارجية
- نيكولا مومير رنيتش على موقع قاعدة بيانات كرة القدم.إي يو (الإنجليزية)
- نيكولا مومير رنيتش على موقع Soccerway.com (الإنجليزية)